# Rhodacra
Rhodacra is een geslacht van vlinders van de familie bladrollers (Tortricidae), uit de onderfamilie Olethreutinae.

## Soorten
- R. parvusa Kawabe, 1995
- R. pyrrhocrossa (Meyrick, 1912)